# Pinewood Estates
Pinewood Estates è un census-designated place degli Stati Uniti d'America situato nella contea di Hardin dello Stato del Texas.
La popolazione era di 1.678 persone al censimento del 2010. Fa parte dell'area metropolitana di Beaumont–Port Arthur.

## Geografia fisica
Pinewood Estates è situata a 30°09′16″N 94°19′14″W (30.154468, -94.320469).
Secondo lo United States Census Bureau, ha un'area totale di 13,2 miglia quadrate (34 km²).

## Società

### Evoluzione demografica
Secondo il censimento del 2000, c'erano 1.633 persone, 528 nuclei familiari e 482 famiglie residenti nella città. La densità di popolazione era di 123,5 persone per miglio quadrato (47,7/km²). C'erano 539 unità abitative a una densità media di 40,8 per miglio quadrato (15,7/km²). La composizione etnica della città era formata dal 97,43% di bianchi, lo 0,37% di afroamericani, lo 0,43% di nativi americani, lo 0,37% di asiatici, lo 0,55% di altre razze, e lo 0,86% di due o più etnie. Ispanici o latinos di qualunque razza erano il 3,25% della popolazione.
C'erano 528 nuclei familiari di cui il 46,4% aveva figli di età inferiore ai 18 anni, l'84,1% aveva coppie sposate conviventi, il 5,1% aveva un capofamiglia femmina senza marito, e l'8,7% erano non-famiglie. L'8,0% di tutti i nuclei familiari erano individuali e il 4,2% aveva componenti con un'età di 65 anni o più che vivevano da soli. Il numero di componenti medio di un nucleo familiare era di 3,09 e quello di una famiglia era di 3,27.
La popolazione era composta dal 28,4% di persone sotto i 18 anni, l'8,6% di persone dai 18 ai 24 anni, il 24,7% di persone dai 25 ai 44 anni, il 30,4% di persone dai 45 ai 64 anni, e l'8,0% di persone di 65 anni o più. L'età media era di 41 anni. Per ogni 100 femmine c'erano 103,9 maschi. Per ogni 100 femmine dai 18 anni in giù, c'erano 100,3 maschi.
Il reddito medio di un nucleo familiare era di 72.917 dollari, e quello di una famiglia era di 78.497 dollari. I maschi avevano un reddito medio di 61.429 dollari contro i 31.985 dollari delle femmine. Il reddito pro capite era di 28.350 dollari. Nessuno era sotto la soglia di povertà.